# Carl von Friesen (Diplomat, 1619)

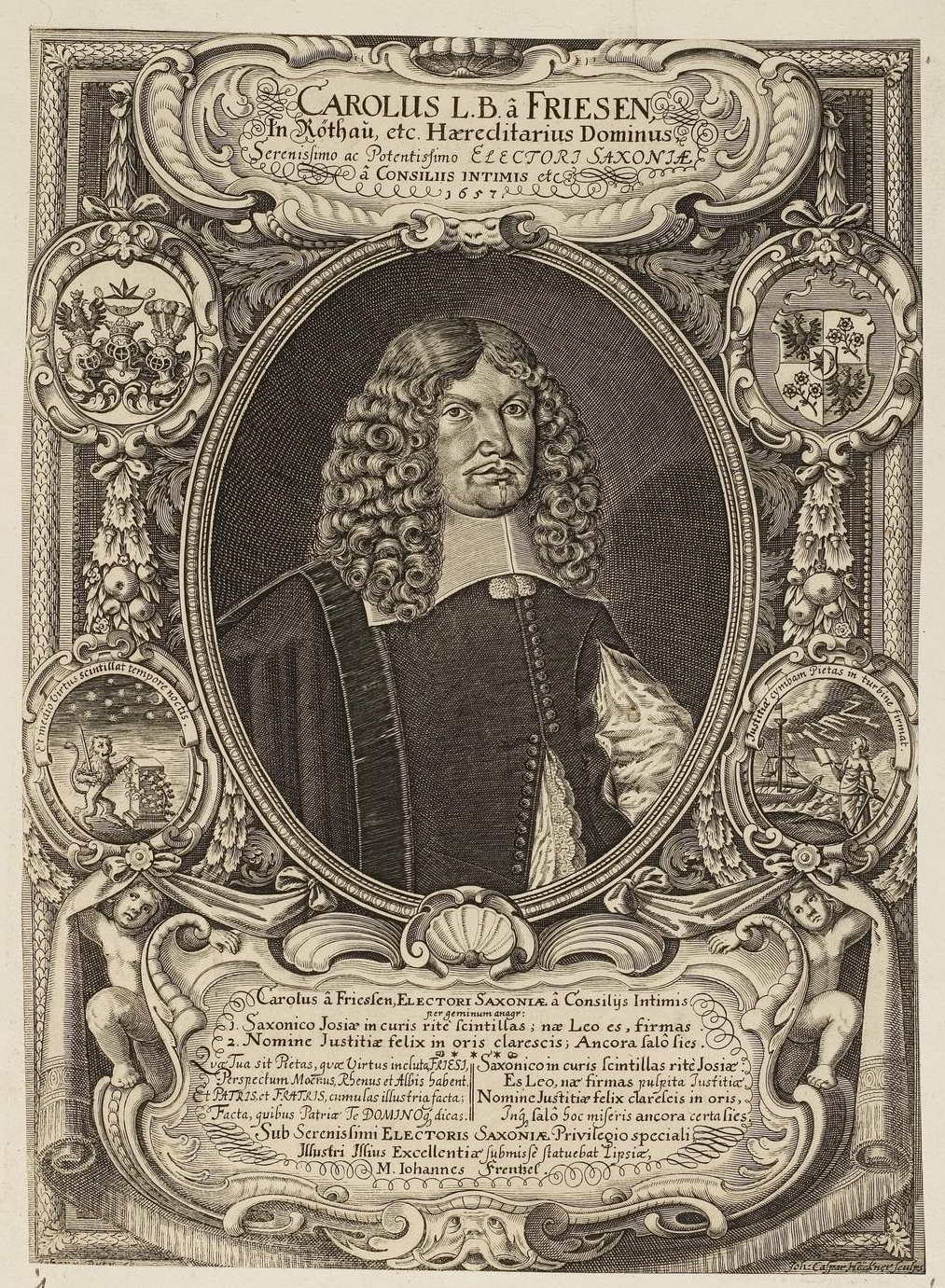
Carl von Friesen zu Rötha, 1657

Freiherr Carl von Friesen zu Rötha (* 13. Mai 1619; † 29. Juli 1686 in Rötha) war ein deutscher Kursächsischer Geheimer Rat, Präsident des Oberkonsistoriums, Kirchenrat, Oberhofrichter und Rittergutsbesitzer, Erbherr auf Rötha, Kotta, Rüben und Geschwitz.

## Leben
Carl von Friesen studierte drei Jahre in Wittenberg und kehrte 1638 nach Dresden zurück. Er reiste in den folgenden Jahren nach Italien und Süddeutschland, dann nach Frankreich und Holland und besuchte die Universitäten Paris und Leyden. 
Der Pfalzgraf von Sulzbach, Christian August, nahm ihn 1645 als Geheimen Rat und alleinigen Administrator der Pfalzgrafschaft in seine Dienste; in dieser Stellung erwirkte Friesen auf der Friedensversammlung von Münster und Osnabrück für die Evangelischen des Landes die Religionsfreiheit. 1653 trat er als Statthalter der Grafschaft Henneberg in kursächsische Dienste, in denen er 1656 als Geheimer Rat nach Dresden berufen wurde. Vorübergehend führte er 1669 in Altenburg die Regierung für den minderjährigen Herzog Friedrich Wilhelm III.

## Familie
Sein Vater war Heinrich d. Ä. von Friesen zu Rötha (1578–1659), Geheimer Rat, Kanzler, Präsident des Appellationsgerichts und Rittergutsbesitzer, die Mutter Catharina, geb. von Einsiedel (1585–1667). 1645 heiratete er Justina Sophia von Raben (1619 Eldena – 1691 Dresden), Tochter des Otto von Raaben auf Stügk und Steinfeld und der Eva von Wackerbarth, und lebte mit ihr in Dresden im Haus Seestraße 1, das er 1658 erwarb. Sie hatten folgende Kinder:
- Christian August (12. Mai 1646 Sulzach – 1681 Cotta); kaiserlicher Hofrat, sächsischer Rat und Kammerherr, Präsident des Kapitels zu Meißen
- Heinrich (1651–1655);
- Carl (1653–1698);
- Otto Heinrich (1654–1717); auf Rötha und Geschwitz, Geheimer Rat und Kanzler
- Carl Heinrich (* 1656)
- Hedwig Auguste (1647–1648);
- Henriette Catharina (1648–1726), Ehefrau des Landvogts Nicol von Gersdorff, Pietistin und Großmutter des Gründers der Herrnhuter Brüdergemeine, Nikolaus Ludwig von Zinzendorf
- Rahel Sophie (* 1650), Gemahlin des kursächsischen Obristen und späteren Reichspfennigmeisters Johann Georg von Meusebach (1650–1695);[3]
- Magdalene Sibylla (1652–1693), Gemahlin des kurbrandenburgischen Geheimrats und Domherrn zu Magdeburg Freiherr Georg Rudolf von  Schweinitz (1649–1707);
- Charlotte Justine (1658–1730), 1709 Pröpstin des freien adligen Magdalenen-Stiftes zu Altenburg, verh. mit Heinrich Hildebrand von Einsiedel, ihrem Amtskollegen[4]